# 昭島市立昭和中学校
昭島市立昭和中学校（あきしましりつ しょうわちゅうがっこう）は、東京都昭島市東町2丁目にある公立中学校。

## 沿革
- 1947年（昭和22年）[1]
  - 3月20日 - 北多摩郡昭和町福島1082に学校設立を認可
  - 5月3日 - 昭和町立昭和中学校として開校
- 1948年（昭和23年）5月3日 - PTAが発足
- 1954年（昭和29年）5月1日 - 昭和町が拝島村と合併し昭島市となり、昭島市立昭和中学校に改称

## 校歌
- 作詞: 土岐善麿
- 作曲: 信時潔

## 通学区域
- 東町1 - 5丁目、玉川町1 - 5丁目、もくせいの杜1 - 2丁目、福島町（902～1061番）、築地町（242～444番）、中神町（1226～1287番・1307番地＜1・6・8号＞）[2]

## 進学前小学校
- 昭島市立東小学校[2]
- 昭島市立富士見丘小学校[2]

## 関係者
出身者
- 真野亮二（サッカー選手）

教職員
- モヒカーノ関（ラテン・ジャズピアニスト） - 元非常勤講師
- ジャッジ金子（プロレスリング・レフェリー）